# Guido I. Embriaco
Guido I. Embriaco oder Guido I. von Gibelet (* um 1180; † nach September 1238) war Herr von Gibelet in der Grafschaft Tripolis.
Er war der Sohn des Hugo III. von Gibelet († 1196) und der Stephanie von Milly.
Sein Vater hatte die Herrschaft Gibelet 1187 an Sultan Saladin abtreten müssen, nachdem er bei der Schlacht bei Hattin in dessen Gefangenschaft geraten war. Durch das Engagement seiner Mutter Stephanie gelang es Guido im Rahmen des Kreuzzugs Heinrichs VI. 1197, die Herrschaft Gibelet zurückzuerhalten.
Guido nahm 1217 an der Seite von Herzog Leopold VI. von Österreich an dessen Kreuzzug in Palästina teil, 1218/19 verproviantierte er das inzwischen vor Damiette in Ägypten liegende Kreuzzugsheer.
Er stand im Konflikt mit der Familie Ibelin. Daher unterstützte er beim Kreuzzug Friedrichs II. die Seite des Kaisers, nahm im August 1228 zusammen mit Balian von Sidon im Heer des Kaisers an der Eroberung von Nikosia auf Zypern teil.
Guido ist letztmals im September 1238 urkundlich belegt, nach seinem Tod folgte ihm sein ältester Sohn Heinrich.
Er war seit 1204 mit Alix von Antiochia (um 1185; † nach 1204) verheiratet, einer Tochter des Fürsten Bohemund III. Mit ihr hatte er fünf Kinder:
- Maria (* vor Oktober 1214);
- Heinrich I. (* nach 1214; † vor 1271), Herr von Gibelet;
- Raimund († nach 1238), Kämmerer von Antiochia;
- Bertrand († nach 1271);
- Agnes ⚭ Bartholomäus von St. Simeon, Herr von Soudin.